# Яворово-Ястшембе
Яворово-Ястшембе (пол. Jaworowo-Jastrzębie) — село в Польщі, у гміні Завідз Серпецького повіту Мазовецького воєводства.
Населення — 74 особи (2011).
У 1975-1998 роках село належало до Плоцького воєводства.

## Демографія
Демографічна структура станом на 31 березня 2011 року:
|          | Загалом | Допрацездатний вік | Працездатний вік | Постпрацездатний вік |
| -------- | ------- | ------------------ | ---------------- | -------------------- |
| Чоловіки | 41      | 11                 | 25               | 5                    |
| Жінки    | 33      | 7                  | 17               | 9                    |
| Разом    | 74      | 18                 | 42               | 14                   |